# 火星異種
《火星異種》（日语：テラフォーマーズ），貴家悠原作、橘賢一作畫的日本青年漫畫作品，在《週刊YOUNG JUMP》上連載。因原作者貴家悠生病的緣故，於《YOUNG JUMP》2017年15號開始休載，至2018年4月26日發行的21・22合併號恢復連載。其後又因貴家再度生病的關係，在同年41號至49號又再度休載，直到50號才又恢復連載，在52號又開始長期休載。2024年3月18日，宣布於《YOUNG JUMP》2024年18號重新恢復連載。
在2013年版《這本漫畫真厲害！》男生篇獲得了第一名。2014年宣佈推出電視動畫及OVA第二期。單行本第14卷書腰上宣佈動畫續篇製作決定的消息，《火星異種Revenge》在2016年4月播出。

## 簡介
「在遭遇到前所未見的事物之際，人類就無法繼續當個人類了。」人類為了避免地球人口爆炸，20世紀的人類在火星執行了地球化計畫，火星地表因而覆蓋一層青苔生物。此外，15名精挑細選的年輕人肩負世人期望，搭乘載人太空船「巴格茲2號」前往火星執行某項重要任務。那裡卻有一群歷經超乎想像的進化的未知生物等著他們。

## 故事

### 2577年（第零部）
《火星異種1》網上公布中）。
《週刊YOUNG JUMP》第1回在連載前，所刊登的一集短篇連載《火星異種1》暫定作為第零部。

### 2599年（第一部）
1st MISSION - 6th MISSION（單行本1卷）、LOST MISSION I 月の記憶（小説版）。
最初連載的全6回暫定作為第一部。

### 2620年（第二部）
第1話 - 第173話（單行本2卷－17卷）、動畫版
移籍《週刊YOUNG JUMP》後，新連載開始的作品為第二部。

### 2621年（第三部）
第1話 -（連載中）
第三部為地球篇。

## 用語解說
U-NASA
拉哈伯
傳說中太陽系在位於火星和木星之間仍有一個舊第五行星。人們發現在火星、月球和地球上都存在極為類似的金字塔狀建築物，意味著五千年前的太陽系各星球存在一個共同文明，這一文明名為拉哈伯，起源於舊第五行星，接著文明發展進而擴散到地球和火星。在火星異種假說一中，認為拉哈伯有目的地透過某種科技令蟑螂進化。而假說二中，認為拉哈伯於滅亡前留下A·E病毒，原本的目的是為了防止人類前往火星而設下的攻擊地球人的陷阱，但人類的火星移民計畫由於預算不足，原先在火星地下建造城市的計畫更改為將蟑螂與苔蘚送至火星，導致蟑螂在感染了AE病毒後進化成火星異種。第三班發現在火星金字塔地下有大量A·E病毒塊，假說二為正確推理之可能性較大。
火星異種（一般型）{ 低級型巨型蟑螂 } [ 巨型蟑螂TERRA FORMAR ]
平均身高:兩米。平均體重:110公斤。飛行百米衝刺大約2.2秒。握力1噸。數量:大約2億隻。
500年前為了火星地球化而放置在火星上的蟑螂，不知為何在500年後完成了奇蹟般的「進化」成了人型，有著高度的學習能力及對人類的攻擊性。雖然外表改變，但內部構造卻停留在昆蟲時期，弱點與一般蟑螂一樣是食道下神經節。部份蟑螂藉由前傳中掠奪的食物，培養出比一般型更加壯碩的身軀。
※ 巨型蟑螂TERRA FORMAR 殺害了41年前 BUGS 1號的六名乘組人員。
亦有在島袋光年的漫畫作品美食獵人TORIKO第280集中出現，作為妖食界村民的客串登場。
火星異種（不明BUGS型） { 高級型巨型蟑螂 }
在本傳中出現的特殊型異種，不知用了何種方法竊取了前傳中BUGS 2號成員的手術能力，與一般型相比相當難纏。做為與一般型的區分，大部份身上會有小塊衣物。衣物由簡單的臂帶至兜擋布也有，衣物越多階級和戰鬥力也越高。但也有高戰鬥力的特殊個體因為會妨礙能力施展而不配戴任何衣物。此外，有部份個體並沒有BUGS特性，但比一般型攝取更多動物蛋白質，因而身材特別壯碩的個體亦會配戴衣物以作識別。其中更有個體擁有BUGS特性的同時，亦擁有因攝取動物蛋白質而身體異常強壯的特殊個體。
巨型蟑螂 { 日本食蝸步甲型 } 屬 『 步甲科日本特有種 』
巨型蟑螂 殺害了20年前 BUGS 2號的乘組人員 魯多姆・布魯克斯繆拉 竊取了他身體的昆蟲手術( BUGS手術 )能力。
特性 : 正如其名，擁有捕食被強力粘液所保護的蝸牛的 “ 手段 ” 與暗藏為了保護自身時，會向敵人大量噴射的“ 化學
物質 ”。
“ 手段 ”: 包括日本食蝸步甲在內的大部份『 步甲 』 同類——都會在捕食蝸牛以及蛞蝓時，先吐出『 消化液 』將食物
連防具一起『 消化 』然後將融化的屍體吸出來。
“ 化學物質 ”: 對於天敵會噴出大量的腐蝕性『 酸 』，主要成分是危險物質『 甲基丙烯酸 』對於人體來說也是危險物質。
※ 巨型蟑螂TERRA FORMAR 殺害了20年前 BUGS 2號的十三名乘組人員，最後只剩2名人員從火星逃回地球。
火星異種（高智慧特殊個體） { 究級型巨型蟑螂 }
於前傳中後期誕生的特殊個體。除了一出生已經具有成蟲體格外，更具有比起其他一般型更快的反應和更高的智慧，動作更接近人類(剛出生就已經懂得使用空手入白刃)。頭部也比一般型蟑螂光滑，且對扁頭泥蜂的殺手瞷「能控制蟑螂的毒液」免疫。原本於前傳中共有兩隻誕生，其中一隻被扭斷頭部後槍殺，另一隻則被扔出太空船外而免被擊殺。後來於本傳中以蟑螂的首領再度登場，不明BUGS型的蟑螂亦疑似經由牠手所製造。
究級型巨型蟑螂首領 : 人類，這種傲慢的生物。就算是一隻，也別想活著回去。
| 前額樣式    | 登場                  | 備註 |
| ----------- | --------------------- | --- |
| ・｜・      | BUGS二號 西元2599     | 由卵鞘孵化後試圖偷走小秋的屍體，後遭小吉擊退，小吉、一郎離開火星時仍存活 |
| ・｜・      | 阿尼克斯一號 西元2620 | 左臉頰上仍留有小吉所造成的傷痕，纏腰布，帶著13隻BUGS型異種(原BUGS二號除小吉、一郎之外)搭乘BUGS一號抵達地球北極，潛伏十年後登陸日本北海道。 |
| ＼・／      | BUGS二號 西元2599     | 由卵鞘孵化後與一郎、張明明、提恩戰鬥，後遭一郎、提恩聯手擊敗(以槍及明明的BUG化後的前臂)，屍體被帶入BUGS一號內作為偽裝，使美國誤以為BUGS一號降落失敗。 |
| ＼・｜・／  | 阿尼克斯一號 西元2620 | 火星上異種的統治者，火星上現有的一切多為其所創建，右眼有些異常，曾率領蟑螂們攻擊第五班，已死亡，死因不明(被炸死或被約瑟夫斬殺)，死後曾造成火星異種的短暫失常。 |
| ＼ ＼・／／ | 阿尼克斯一號 西元2620 | 在阿尼克斯一號上誕生，左右耳穿上耳環，下唇有左右各有一粒唇環。於火星脫出戰後期出現阻塞眾人去路，配有戰神排行榜第十三位專用武器「Carnaval.De.Paris」並以此殺死妮娜。是火星異種中首個會使用「鐵器」的異種。一出生就受到其他火星異種尊崇。在龍一、阿娜絲塔西雅、伊萬、馬科斯及鬼塚慶次等人牽制著，最後由馬科斯配合亞歷士的投球將其擊殺。 |

BUGS手術
M.O.手術的前身。藉由免疫寬容臟器的植入加上施打藥物來產生跟火星異種相似的昆蟲人類，是人類與火星異種戰鬥的武器。
M.O.手術（器官鑲嵌手術）
又稱人為變態，做為BUGS手術的升級，已經不限於只能使用昆蟲當作手術物種，但昆蟲型仍然比其他類型更堅不可摧；此外，不同類型的生物所施打的藥物方式也有差異，例如：昆蟲型是用針筒注射藥物、鳥類型是服用小型玻璃瓶裝的藥物、而甲殼型則是用煙斗狀的服用器吸入藥物等等。
免疫寛容
就算是親兄弟也可能產生排斥現象，但母親懷孕時卻能將50%基因差異的嬰兒放在肚子裡共存。這種「對差異給予寬容不會產生免疫現象並將差異協調」的現象就稱為免疫寬容。是手術的基礎理論。
免疫寛容臓器
從火星異種克隆體上取得的特殊器官，藉由手術植入，才使得變身成了可能。
C.B.手術（Chimaira Blood Operation）
第三部中登場，本多晃改良的新技術，並由蛭間七星所命名。雖然本多博士稱此新技術『只是苦肉計罷了』、『能否彌補戰力缺口還很難說』，但蛭間七星卻對此手術有高度的評價。
手術需藉用於DNA鑑定的水生棲熱菌的酵素方能進行。
而透過上述菌種的酵素擴增其他M.O.手術基礎生物DNA於血液中含量，並加以運用其特性/能力為手術的原理和目的。
亦可透過口部攝取對方血液等途經取得DNA，但持續的時間極短，僅有數秒至十秒。
M.A.R.S.戰神榜 / 戰神排行榜（又譯「對火星異種壓制力排行榜」）
對火星異種壓制力排行榜-簡稱 M. A. R. S.。原本是以作區分人員工作性質，高排名者作為主力應付蟑螂，低排名者則留在後方甚至艦內進行分析工作。但因為中國隊刻意隱藏實力的關係，出現中國隊的排行與實力不符的情況。
武器
對付火星異種的武器，比起效果來說被奪走時會更具有威脅性，正因如此就存在了實行對抗“拿著槍的蟑螂”的作法的必要性，其中一部份人為了更好地將蟑螂壓制，讓“自己的技術”成為“自己的能力最大限度活用起來”的條件，只限於“M.A.R.S.戰神榜”前十五名允許攜帶武器。一般都是武器類，如導電手裡劍、利用蛛絲伸縮的三截長棍、甚至簡單的棒球等，但也有用於鎮壓叛變，對人用的解毒劑存在。但由於出現排行與實力不符，因此已經出現了15名外的人員亦擁有專用「武器」的情況。
A·E病毒
全名 : Alien Engine病毒。
42年前BUGS1號將火星上的未知病毒帶入地球，20年前開始蔓延。感染後「致死率是100%」的病毒。
為了製作疫苗，必須上火星採集巨型蟑螂的樣本。

## 出版書籍

### 漫畫本篇
日本地區
- 通常版

| 卷數 | 日文標題 | 集英社         | 集英社                 | 封面人物                        |
| 卷數 | 日文標題 | 發售日期       | ISBN                   | 封面人物                        |
| ---- | -------- | -------------- | ---------------------- | ------------------------------- |
| 1    |          | 2012年4月19日  | ISBN 978-4-08-879270-5 | 小町小吉                        |
| 2    |          | 2012年8月17日  | ISBN 978-4-08-879396-2 | 膝丸燈                          |
| 3    |          | 2012年11月19日 | ISBN 978-4-08-879459-4 | 米歇爾·K·戴維斯                 |
| 4    |          | 2013年2月19日  | ISBN 978-4-08-879523-2 | 西爾維斯特·阿西莫夫             |
| 5    |          | 2013年5月17日  | ISBN 978-4-08-879561-4 | 阿道夫·萊因哈特                 |
| 6    |          | 2013年8月19日  | ISBN 978-4-08-879630-7 | 馬科斯·艾琳古拉德·加西亞        |
| 7    |          | 2013年11月19日 | ISBN 978-4-08-879684-0 | 阿萊克斯·K·斯圖亞特             |
| 8    |          | 2014年2月19日  | ISBN 978-4-08-879754-0 | 劉翊武                          |
| 9    |          | 2014年5月19日  | ISBN 978-4-08-879796-0 | 約瑟夫·G·牛頓                   |
| 10   |          | 2014年8月20日  | ISBN 978-4-08-879888-2 | 小町小吉                        |
| 11   |          | 2014年11月19日 | ISBN 978-4-08-890042-1 | 鬼塚慶次                        |
| 12   |          | 2015年2月19日  | ISBN 978-4-08-890118-3 | 米歇爾·K·戴維斯                 |
| 13   |          | 2015年5月19日  | ISBN 978-4-08-890154-1 | 膝丸燈                          |
| 14   |          | 2015年8月24日  | ISBN 978-4-08-890245-6 | 伊娃·弗羅斯特                   |
| 15   |          | 2015年11月19日 | ISBN 978-4-08-890285-2 | 伊萬·佩雷佩爾金                 |
| 16   |          | 2016年3月18日  | ISBN 978-4-08-890375-0 | 約瑟夫·G·牛頓                   |
| 17   |          | 2016年4月19日  | ISBN 978-4-08-890398-9 | 小町小吉                        |
| 18   |          | 2016年8月19日  | ISBN 978-4-08-890483-2 | 膝丸燈                          |
| 19   |          | 2016年11月18日 | ISBN 978-4-08-890521-1 | 米歇爾·K·戴維斯                 |
| 20   |          | 2017年2月17日  | ISBN 978-4-08-890587-7 | 草間朝太郎                      |
| 21   |          | 2018年8月17日  | ISBN 978-4-08-890627-9 | 膝丸燈 & 小町小吉               |
| 22   |          | 2018年11月19日 | ISBN 978-4-08-891165-6 | 米歇爾·K·戴維斯 & 約瑟夫·G·牛頓 |
| 23   |          | 2024年7月18日  | ISBN 978-4-08-891203-5 |                                 |

- OVA同梱版

| 卷數 | 集英社         | 集英社                 | 封面人物 |
| 卷數 | 發售日期       | ISBN                   | 封面人物 |
| ---- | -------------- | ---------------------- | -------- |
| 10   | 2014年8月20日  | ISBN 978-4-08-879888-2 | 小町小吉 |
| 11   | 2014年11月19日 | ISBN 978-4-08-908212-6 | 鬼塚慶次 |

- DVD同梱版

| 卷數 | 集英社         | 集英社                 | 封面人物                            |
| 卷數 | 發售日期       | ISBN                   | 封面人物                            |
| ---- | -------------- | ---------------------- | ----------------------------------- |
| 21   | 2018年8月17日  | ISBN 978-4-08-908293-5 | 膝丸燈 & 齋藤翔                     |
| 22   | 2018年11月19日 | ISBN 978-4-08-908336-9 | 膝丸燈 & 小町小吉 & 米歇爾·K·戴維斯 |

中文地區
| 卷數 | 台版標題                    | 港版標題                   | 長鴻出版社     | 長鴻出版社           | 文化傳信       | 文化傳信               |
| 卷數 | 台版標題                    | 港版標題                   | 發售日期       | EAN                  | 發售日期       | ISBN                   |
| ---- | --------------------------- | -------------------------- | -------------- | -------------------- | -------------- | ---------------------- |
| 1    | 1st MISSION 與已知的接觸    | 1st MISSION 與已知的接觸   | 2013年7月9日   | EAN 471-5409-85861-4 | 2014年5月23日  | ISBN 978-988-8196-55-5 |
| 2    | 2nd MISSION 再度陷入絕境    | 2nd MISSION 最壞的再會     | 2013年10月31日 | EAN 471-5409-86086-0 | 2014年7月11日  | ISBN 978-988-8196-56-2 |
| 3    | 3rd MISSION 適者的基因      | 3rd MISSION 合適者的基因   | 2013年12月5日  | EAN 471-5409-86188-1 | 2014年8月8日   | ISBN 978-988-8196-97-5 |
| 4    | 4th MISSION 男人們的行星    | 4th MISSION 男子漢的星球   | 2013年12月11日 | EAN 471-5409-86204-8 | 2014年10月18日 | ISBN 978-988-8318-08-7 |
| 5    | 5th MISSION 一滴雷雨        | 5th MISSION 一滴雷雨       | 2014年2月6日   | EAN 471-5409-86339-7 | 2014年12月6日  | ISBN 978-988-8318-09-4 |
| 6    | 6th MISSION 火眼金睛        | 6th MISSION 烈炎之瞳       | 2014年3月22日  | EAN 471-5409-86355-7 | 2014年12月31日 | ISBN 978-988-8318-33-9 |
| 7    | 7th MISSION 野心的天地      | 7th MISSION 野心的大地     | 2014年4月16日  | EAN 471-5409-86461-5 | 2015年2月6日   | ISBN 978-988-8318-34-6 |
| 8    | 8th MISSION 擁有自我的生物  | 8th MISSION 擁有自我的生物 | 2014年6月19日  | EAN 471-5409-86571-1 | 2015年3月20日  | ISBN 978-184-5060-21-3 |
| 9    | 9th MISSION 殺父仇人        | 9th MISSION 殺父之仇       | 2014年11月19日 | EAN 471-5409-86785-2 | 2015年4月30日  | ISBN 978-988-8318-61-2 |
| 10   | 10th MISSION 蠱毒的現場     | 10th MISSION 蠱毒的現場    | 2015年1月31日  | EAN 471-5409-86826-2 | 2015年6月6日   | ISBN 978-988-8318-80-3 |
| 11   | 11th MISSION 一絲希望       | 11th MISSION 一線希望      | 2015年8月12日  | EAN 471-5409-86940-5 | 2015年7月11日  | ISBN 978-988-8318-81-0 |
| 12   | 12th MISSION 神的發明       | 12th MISSION 神的發明      | 2016年1月9日   | EAN 471-5409-87634-2 | 2015年8月31日  | ISBN 978-988-8320-14-1 |
| 13   | 13th MISSION 一滴白雨       | 13th MISSION 一滴驟雨      | 2016年2月3日   | EAN 471-5409-87645-8 | 2015年10月17日 | ISBN 978-988-8320-15-8 |
| 14   | 14th MISSION 異邦人的進擊   | 14th MISSION 異邦人進軍    | 2016年5月12日  | EAN 471-5409-87666-3 | 2015年12月17日 | ISBN 978-988-8320-29-5 |
| 15   | 15th MISSION 戰爭的進化     | 15th MISSION 戰爭進化      | 2016年8月3日   | EAN 471-5409-87695-3 | 2016年1月23日  | ISBN 978-988-8320-58-5 |
| 16   | 16th MISSION 邪惡的自然史   | 16th MISSION 邪惡自然史    | 2017年3月2日   | EAN 471-3006-54046-8 | 2016年6月3日   | ISBN 978-988-8320-78-3 |
| 17   | 17th MISSION 戰士的回歸     | 17th MISSION 戰士回歸      | 2017年5月11日  | EAN 471-3006-54066-6 | 2017年2月28日  | ISBN 978-988-8319-65-7 |
| 18   | 18th MISSION 富饒新世界     | 18th MISSION 豐饒的新世界  | 2017年6月13日  | EAN 471-3006-54076-5 | 2018年5月21日  | ISBN 978-988-8319-66-4 |
| 19   | 19th MISSION 正義的外圍     |                            | 2018年1月17日  | EAN 471-3006-54134-2 |                |                        |
| 20   | 20th MISSION 沒有自我的生物 |                            | 2018年3月21日  | EAN 471-3006-54141-0 |                |                        |
| 21   | 21th MISSION 在聖地集結     |                            | 2019年4月2日   | EAN 471-3006-54197-7 |                |                        |
| 22   | 22nd MISSION 淚的鬥士們     |                            | 2019年10月16日 | EAN 471-3006-55349-9 |                |                        |

### 外傳系列
火星異種外傳 RAIN HARD
貴家悠、橘賢一（原案）。作畫：木村聰，全1卷。
| 集數 | 集英社        | 集英社                 | 文化傳信      | 文化傳信               |
| 集數 | 發售日期      | ISBN                   | 發售日期      | ISBN                   |
| ---- | ------------- | ---------------------- | ------------- | ---------------------- |
| 1    | 2015年2月19日 | ISBN 978-4-08-890123-7 | 2016年5月25日 | ISBN 978-988-8320-61-5 |

火星異種外傳 鬼塚慶次
貴家悠、橘賢一（原案）。作畫：ののやまさき，全1卷。
| 集數 | 集英社        | 集英社                 | 長鴻出版社   | 長鴻出版社             |
| 集數 | 發售日期      | ISBN                   | 發售日期     | ISBN                   |
| ---- | ------------- | ---------------------- | ------------ | ---------------------- |
| 1    | 2016年4月19日 | ISBN 978-4-08-890437-5 | 2017年2月9日 | ISBN 978-9-86-474273-8 |

火星異種外傳 阿西莫夫
貴家悠、橘賢一（原案）。作畫：Boichi，共2卷。
| 集數 | 集英社        | 集英社                 |
| 集數 | 發售日期      | ISBN                   |
| ---- | ------------- | ---------------------- |
| 1    | 2016年3月18日 | ISBN 978-4-08-890382-8 |
| 2    | 2016年8月19日 | ISBN 978-4-08-890488-7 |

### 小說
- 原作：貴家悠、橘賢一／著：東山彰良《火星異種》集英社〈JUMP j BOOKS〉

| 集數 | 標題 | 集英社        | 集英社                 |
| 集數 | 標題 | 發售日期      | ISBN                   |
| ---- | ---- | ------------- | ---------------------- |
| 1    |      | 2014年8月19日 | ISBN 978-4-08-703328-1 |
| 2    |      | 2016年4月19日 | ISBN 978-4-08-703394-6 |

- 原作：貴家悠、橘賢一／著：藤原健市《火星異種》集英社〈Dash X 文庫〉

| 集數 | 標題 | 集英社         | 集英社                 |
| 集數 | 標題 | 發售日期       | ISBN                   |
| ---- | ---- | -------------- | ---------------------- |
| 1    |      | 2014年11月21日 | ISBN 978-4-08-631009-3 |
| 2    |      | 2015年8月25日  | ISBN 978-4-08-631068-0 |
| 3    |      | 2016年5月25日  | ISBN 978-4-08-631116-8 |

## 動畫
電視動畫是阿聶克斯1號篇，OVA是巴格茲2號篇。

### OVA

#### 製作人員
- 原作：貴家悠/橘賢一
- 監督：濱崎博嗣
- 系列構成·劇本：安川正吾
- 主要人物設計：筱雅律
- 人物設計：木村智
- 助監督：尾崎隆晴
- 機械設計：相馬洋、新妻大輔
- 道具設計：新妻大輔、原修一、尾崎隆晴
- 3D特效模型：相馬洋
- TERRA FORMARS3D特效模型：株式會社三次元
- 色彩設計：堀川佳典
- 美術設計：尾崎隆晴、成田偉保、小倉奈緒美
- 美術監督：春日美波
- 攝影監督：石塚恵子
- 編輯：長谷川舞
- 音響監督：山口貴之
- 音樂：村井秀清
- 動畫製作：LIDENFILMS
- 製作：Project TERRAFORMARS（WARNER ENTERTAINMENT JAPAN、集英社、MAGES.、Good Smile Company、电脑动画、ULTRA SUPER PICTURES）

#### 各話列表
| 話數  | 日文標題      | 中文標題     | 劇本     | 分鏡     | 演出              | 作畫監督                                                | 總作畫監督      | 改編自原作                |
| ----- | ------------- | ------------ | -------- | -------- | ----------------- | ------------------------------------------------------- | --------------- | ------------------------- |
| 00-01 | THE ENCOUNTER | 與已知的接觸 | 安川正吾 | 濱崎博嗣 | 尾崎隆晴          | 八木元喜、佐川遥、坂本一也 鴨居知世、木村智             | 高田晴仁 木村智 | 1st MISSION - 3rd MISSION |
| 00-02 | UNDEFEATED    | 不敗者們     | 安川正吾 | 尾崎隆晴 | 尾崎隆晴 牧野吉高 | 吉田伊久雄、八木元喜、村谷貴志 橫山愛、栗原基彦、原修一 | 高田晴仁 箕輪豐 |                           |

### 電視動畫

#### 製作人員
- 監督：濱崎博嗣
- 助監督：尾崎隆晴
- 系列構成·劇本：安川正吾
- 主要人物設計：筱雅律
- 人物設計：木村智
- 機械設計：相馬洋、新妻大輔
- 道具設計：新妻大輔
- 美術設定：成田偉保、小倉奈緒美、尾崎隆晴
- 美術監督：春日美波
- 色彩設計：堀川佳典
- 攝影監督：石塚惠子
- 音響監督：山口貴之
- 音樂：村井秀清
- 製片人：大森啟幸、篠崎真哉、酒井雅人、田中聰、柳村努
- 動畫製作人：里見哲朗、土田大亮
- 動畫製作：LIDENFILMS
- 製作：Project TERRAFORMARS

#### 主題曲
第1期
片頭曲「AMAZING BREAK」（第2－12話）
作詞：松山晃太、堀江晶太，作曲、編曲：堀江晶太，主唱：TERRASPEX
第13話作片尾曲使用。
片尾曲
「Lightning」（第1－7、10－12話）
作詞、作曲、編曲：堀江晶太，主唱：TERRASPEX
（第8話）
作曲：古斯塔夫·霍爾斯特
來自「行星組曲」
「Requiem」（第9話）
作曲：村井秀清，主唱：小畑美奈子
第2期
片頭曲
「一個絕望的新世界」（第1－4、7、10、12話）
作詞、作曲：達米安浜田，編曲：聖飢魔II、怪人松崎樣，主唱：聖飢魔II
「PLANET / THE HELL」（第5－6、8－9、11、13話）
作詞、作曲：達米安浜田，編曲：聖飢魔II、怪人松崎樣，主唱：聖飢魔II
第4話作插曲使用。
片尾曲
「Red Zone」（第1－3、9話）
作詞：浣熊狗☆，作曲：球瓚☆，編曲：濱崎步虞姬，主唱：兩
「Strength」（第4－5、7－8、13話）
作詞：浣熊狗☆，作曲：球瓚☆，編曲：夏目悠一郎，主唱：蜂鬥菜
「Revolution」（第6、10－12話）
作詞：浣熊狗☆，作曲：球瓚☆，編曲：濱崎步虞姬，主唱：應當注意的
插入曲
「石川啄木-初恋」（第1話）
作曲：越谷達之助，編曲：和田貴史

#### 各話列表
| 話數                | 日文標題                | 中文標題     | 劇本     | 分鏡                       | 演出              | 作畫監督 | 總作畫監督    |
| 第1期               | 第1期                   | 第1期        | 第1期    | 第1期                      | 第1期             | 第1期 | 第1期         |
| ------------------- | ----------------------- | ------------ | -------- | -------------------------- | ----------------- | --- | ------------- |
| 01                  | SYMPTOM                 | 變異         | 安川正吾 | 小澤一浩 濱崎博嗣          | 小澤一浩          | 吉田伊久雄、八木元喜 栗原基彥 | 筱雅律        |
| 02                  | DEPARTURE               | 出戰         | 安川正吾 | 牧野吉高 濱崎博嗣 若林漢二 | 牧野吉高          | 山本晃宏、山村俊了、門智昭 栗原基彥、坂本一也、原修一                                                                                               | 筱雅律 木村智 |
| 03                  | TO MARS                 | 前往災星     | 安川正吾 | 坂本一也                   | 嵯峨敏            | 江上夏樹、村上直紀 齊藤大輔 | 木村智        |
| 04                  | WAR                     | 全面戰爭     | 安川正吾 | 吉岡忍 濱崎博嗣            | 吉岡忍            | 坂本一也、佐川遙 牧田昌也 | 筱雅律        |
| 05                  | EXCEPTIONAL TWO         | 奇蹟之子     | 安川正吾 | 三澤伸                     | 大嶋博之          | 半田修平 | 木村智        |
| 06                  | 2 MINUTES               | 2分間        | 安川正吾 | 小木曾伸吾                 | 小木曾伸吾        | 橋本浩一、佐川遙 坂本一也、門智昭 | 木村智        |
| 07                  | CRAB                    | 猛士         | 安川正吾 | 渡邊哲哉                   | 上野史博          | 中津勇一、成松義人、津熊健德 渡邊和夫、田澤潮 | 筱雅律        |
| 08                  | DER ZITTERAAL           | 電擊生物     | 安川正吾 | 小澤一浩                   | 小澤一浩          | 佐野隆雄、八木原喜 栗原基彥、原修一 | 橫山愛        |
| 09                  | TOO SAD TO DIE          | 一滴雷雨     | 安川正吾 | 村川健一郎                 | 有富興二          | 山村俊了、高橋麵吾、門智昭 箕輪豐、星之城 | 筱雅律        |
| 10                  | DESIRE                  | 願望         | 安川正吾 | 松尾衡                     | 野上和男          | 中野良一、山本晃宏、吉田伊久雄 栗原基彥、八木元喜、佐川遙 西脇拓己、油井徹太郎、門智昭 石橋大輔、齊藤佳子、明珍宇作 木村智                          | 木村智        |
| 11                  | BOXER                   | 拳擊手       | 安川正吾 | 福田道生                   | 小澤一浩          | 箕輪豐、原修一、吉田伊久雄 栗原基彥、中野良一、門智昭 山本晃宏、八木元喜、松岡謙治 增田俊介、上野卓志、田澤潮 今中俊輔、臼田美夫、德田夢之介 橫山愛 | 橫山愛        |
| 12                  | SHOOTING STAR           | 軌道與無軌道 | 安川正吾 | 牧野吉高                   | 牧野吉高          | 木村智、高田晴仁、小林利充 栗原基彥、原修一、吉田伊久雄 中野良一、門智昭、八木元喜 服部聰志、清水勝祐、鳥井隼人 增田俊介                            | 木村智        |
| 13                  | TERRA FOR MARS          | 彼方與此方   | 安川正吾 | 尾崎隆晴                   | 尾崎隆晴          | 木村智、箕輪豐、橫山愛 小林利充、栗原基彥、吉田伊久雄 中野良一、原修一、門智昭 八木元喜、服部聰志、增田俊介 坂本一也、上野卓志、金久保典江          | 筱雅律        |
| 第2期 REVENGE(復仇) |                         |              |          |                            |                   | |               |
| 01                  | 2ND GENERATION          | 特別的兩人   | 荒川稔久 | 福田道生                   | 有富興二          | 橋本浩一、菊永智英、石橋大輔 小林俊充、山村俊了 | 碇谷敦        |
| 02                  | CENTURY OF RAISING ARMS | 艦長的怒火   | 荒川稔久 | 福田道生                   | 木宮茂            | 野田智弘、蘇颂霞 | 吉田南        |
| 03                  | FRIEND HERE 同盟見参    | 盟友登場     | 千葉克彥 | 相澤伽月                   | 山田雅之          | 門智昭、山村俊了、佐川遙 石橋大輔、菊地勝則 | 北原廣大      |
| 04                  | TRIPLE COMBAT           | 三足鼎立     | 千葉克彥 | 茉田哲明                   | 茉田哲明          | 飯飼一幸、八木元基、太田里香 菊永智英、烏山冬美、橋本浩一                                                                                           | 吉田南        |
| 05                  | MAN ON A MISSION        | 士兵與父親   | 成田良美 | 山本靖貴                   | 山本靖貴          | 野田智弘、丸山修二、陣內美帆 蘇颂霞、蔡鍾姬 朴珈英                                                                                                  | 北原廣大      |
| 06                  | STRATEGY AND TACTICS    | 武器與術     | 玉井豪   | 內田信吾                   | 內田信吾 有富興二 | 門智昭、鳥山冬美、高田奈央子 芳賀惠理子、橋本浩一、石橋大輔 阿部達也、大峰輝之、菊地勝則 菊永智英                                                   | 吉田南        |
| 07                  | HAPPY BIRTHDAY          | 最初的一日   | 玉井豪   | 初見浩一                   | 日色如夏          | 碇谷敦、熊谷哲矢、野田智弘 | 北原廣大      |
| 08                  | WEB OF BEND             | 獵師之網     | 千葉克彥 | 吉岡忍                     | 小平麻紀          | 山村俊了、菊永智英、石橋大輔 橋本浩一、阿部達也、太田里香 大峰輝之                                                                                  | 吉田南        |
| 09                  | THE FOREMOST            | 首位         | 成田良美 | 福田道生                   | 田中智也          | 山崎展義、淺利步惟 | 碇谷敦        |
| 10                  | NO PLACE TO HIDE        | 群體         | 成田良美 | 初見浩一                   | 川久保圭史        | 山本晃宏、門智昭、菊永智英 八木元喜、橋本浩一、山崎展義 大峰輝之、西脇拓己、增田俊介 菊地勝則、北原廣大                                             | 北原廣大      |
| 11                  | SILENCE OR VIOLENCE     | 不言之拳     | 荒川稔久 | 山本靖貴                   | 山本靖貴          | 熊谷哲矢、野田智弘、陣內美帆 瀧吾郎 | 吉田南        |
| 12                  | STRENGTH OF WEAKEST     | 弱者之魂     | 玉井豪   | 福田道生                   | 有富興二          | 山本俊了、菊永智英、門智昭 石橋大輔、大峰輝之、坂本一也 鳥山冬美、山本晃宏、橋本浩一 八木元喜、吉田南                                               | 北原廣大      |
| 13                  | THE 12 SECONDS          | 12秒的革命   | 荒川稔久 | 福田道生                   | 福田道生          | 淺利步惟、熊谷哲矢、高橋和德 野田智弘、東美帆 | 碇谷敦 吉田南 |

#### 播放電視台
日本深夜動畫：下文記載的日本国内播放時間使用日本標準時間（UTC+9）表示。因為部分時間标识會採用30小时制，因此請留意这类超过24:00的时间，其實際播放時間為翌日清晨。
| 播放地區   | 播放電視台 | 播放日期                | 播放時間（UTC+9）                                                 | 所屬聯播網 | 備註            |
| 第1期      | 第1期      | 第1期                   | 第1期                                                             | 第1期      | 第1期           |
| ---------- | ---------- | ----------------------- | ----------------------------------------------------------------- | ---------- | --------------- |
| 東京都     | TOKYO MX   | 2014年9月26日－12月19日 | 星期五 24時30分－25時00分                                         | 獨立局     |                 |
| 近畿廣域圈 | 朝日放送   | 2014年10月1日－12月24日 | 星期三 26時14分－26時44分                                         | 朝日電視網 | 星期三動畫第1部 |
| 中京廣域圈 | CBC電視台  | 2014年10月1日－12月24日 | 星期三 26時58分－27時28分                                         | 日本新聞網 |                 |
| 日本全國   | 朝視頻道1  | 2014年10月2日－12月25日 | 星期四 24時00分－24時30分                                         | 衛星電視   | 有重播          |
| 日本全國   | BS11       | 2014年10月3日－12月26日 | 星期五 24時30分－25時00分                                         | 衛星電視   | ANIME+節目      |
| 香港       | Animax     | 2017年8月14日－9月25日  | 星期一 22時00分－23時00分                                         |            | UTC+8、有重播   |
| 第2期      |            |                         |                                                                   |            |                 |
| 東京都     | TOKYO MX   | 2016年4月1日－6月24日   | 星期五 25時05分－25時35分                                         | 獨立局     |                 |
| 愛知縣     | 愛知電視台 | 2016年4月2日－6月25日   | 星期六 25時30分－26時00分                                         | 東京電視網 |                 |
| 近畿廣域圈 | 朝日放送   | 2016年4月6日－          | 星期三 26時44分－27時14分                                         | 朝日電視網 | 星期三動畫第2部 |
| 日本全國   | BS11       | 2016年4月7日－          | 星期四 25時00分－25時30分                                         | 衛星電視   | ANIME+節目      |
| 日本全國   | 朝視頻道   | 2016年4月13日－         | 星期三 24時30分－25時00分                                         | 衛星電視   | 有重播          |
| 香港       | Animax     | 2017年6月20日－7月24日  | 6月：星期一至二 22時00分－23時00分 7月：星期一 22時00分－23時00分 |            | UTC+8、有重播   |

#### 藍光／DVD
| 卷數  | 發售日期           | 收錄話數        | 規格編號   | 規格編號   |
| 卷數  | 發售日期           | 收錄話數        | 藍光       | DVD        |
| 第1期 | 第1期              | 第1期           | 第1期      | 第1期      |
| ----- | ------------------ | --------------- | ---------- | ---------- |
| 1     | 2014年12月19日     | 第1話－第2話    | 1000536783 | 1000536790 |
| 2     | 2015年1月28日      | 第3話－第4話    | 1000536784 | 1000536791 |
| 3     | 2015年2月25日      | 第5話－第6話    | 1000536785 | 1000536792 |
| 4     | 2015年3月25日      | 第7話－第8話    | 1000536786 | 1000536793 |
| 5     | 2015年4月22日      | 第9話－第10話   | 1000536787 | 1000536794 |
| 6     | 2015年5月27日      | 第11話－第12話  | 1000536788 | 1000536795 |
| 7     | 2015年6月24日      | 第13話          | 1000536789 | 1000536796 |
| 第2期 |                    |                 |            |            |
| 1     | 2016年6月22日      | 第1話 - 第2話   | 1000603669 |            |
| 2     | 2016年7月27日      | 第3話 - 第4話   | 1000603670 |            |
| 3     | 2016年8月24日      | 第5話 - 第6話   | 1000603671 |            |
| 4     | 2016年9月28日      | 第7話 - 第8話   | 1000603672 |            |
| 5     | 2016年10月26日預定 | 第9話 - 第10話  | 1000603673 |            |
| 6     | 2016年11月23日預定 | 第11話 - 第12話 | 1000603674 |            |
| 7     | 2016年12月21日預定 | 第13話          | 1000603675 |            |
| BOX   | 2016年9月28日      | 第1話 - 第13話  |            | 1000603659 |

## 電影
《火星異種》（日語：テラフォーマーズ），此作為改編自同名漫畫改編之真人版電影，2016年4月29日上映，由伊藤英明主演，與電影《星際效應》為同技術製作班底，並遠赴冰島拍攝。
原作的「巴格茲2號」原為多國籍成員的設定，但真人電影版變更為全部皆是日本人。

### 登場角色
| 角色       | 原角色              | 演員                       | 能力         |
| 小町小吉   | 小町小吉            | 伊藤英明                   | 日本大黃蜂   |
| 秋田奈奈緒 | 秋田奈奈緒          | 武井咲                     | 蠶蛾         |
| 堂島 啓介  | 多納太羅・K・戴維斯 | 加藤雅也                   | 子彈蟻       |
| 大張美奈   | 張明明              | 小池榮子                   | 螳螂         |
| 武藤仁     | 提姆                | 山下智久                   | 沙漠蝗蟲     |
| 蛭間一郎   | 蛭間一郎            | 山田孝之                   | 嗜眠搖蚊     |
| 森木明日香 | 維多莉亞·烏多       | 菊地凛子                   | 扁頭泥蜂     |
| 哥德·李    | 哥德·李             | 小杉健                     | 三井寺步行蟲 |
| 連城麻里亞 | 瑪利亞·碧蓮         | 太田莉菜                   | 彩虹鍬形蟲   |
| 大迫空衣   | 莎伊娜·艾森休提恩   | 篠田麻里子                 | 卡塔黑象甲   |
| 手塚俊治   | 泰嘉斯·比吉         | 瀧藤賢一                   | 隱翅蟲       |
| 吉兼丈二   | 約翰·威魯索克       | 涉川清彥                   | 龍蝨         |
| 町岡隆太   |                     | 長尾卓也                   |              |
| 総田敏雄   |                     | 青木健                     |              |
| 嚴煥       | 嚴煥                | 黑石高大                   | 螻蛄         |
| 本多晃     |                     | 小栗旬                     | 科學家       |
| 榊原       |                     | 福島莉拉（電影版原創人物） |              |

### 幕後人員
- 原作：貴家悠、橘賢一
- 導演：三池崇史
- 編劇：中島一貴（日语：中島一貴）[11]
- 配樂：遠藤浩二（日语：遠藤浩二）
- 製作：OLM
- 製作協力：樂映舍（日语：楽映舎）
- 發行：日本華納兄弟
- 拍攝製作：「火星異種」製作委員會

### 電視劇
《火星異種/新希望》，2016年4月24日起於dTV上傳。內容以小吉等人甄選為登上火星成員的經過。電影導演為山口義高。三池為監修。

## 外部連結
動畫
- 電視動畫官方網站 （页面存档备份，存于）（日語）
- 奇蹟跳躍特設 （页面存档备份，存于）（火星異種）（日語）

漫畫
- 火星異種週刊YOUNG JUMP公式網站（著者情報）（日語）
- TERRA FORMARS1 奇蹟跳躍（WEB公開中的讀完版）（日語）
- 試讀火星異種1卷 第1話公開。
- 橘賢一的X（前Twitter）

電影
- 華納兄弟官方網站（電影版） （页面存档备份，存于）（日語）
- 電影版的X（前Twitter）（日語）
- 電影版的Facebook專頁（日語）